# GvSIG
GvSIG est une application Système d'information géographique open source développée par le gouvernement local de la Communauté valencienne (Generalidad Valenciana) en Espagne pour la gestion des données géographiques de cette collectivité.
Ce logiciel permet d'exploiter des données vecteur et raster disponibles sous différents formats standards. GvSIG se connecte également aux bases de données spatiales de type PostGis et Oracle.
Il dispose en outre de module de géotraitements poussés.
GvSIG est développée en Java, son interface d'utilisation s'inspire du logiciel ArcView 3.x.

## Historique
Le projet gvSIG a débuté à la fin de l'année 2003 sur l'initiative du Conseil d'Infrastructure et de Transport (CIT) du palier du gouvernement local valencien au niveau municipal. Ce projet prend place dans le plan de migration de l'ensemble des logiciels utilisé par le CIT vers des logiciels libres, ce plan est nommé gvPONTIS.

Avec GvSig l'objectif de la CIT est de fournir aux utilisateurs de données géographiques, qu'ils soient
professionnels ou simples usagers (visualisation de données), un outil open source convivial, complet et robuste à l'instar des solutions propriétaires telles que MapInfo, ArcGIS ou AutoCAD.
La première version stable a été diffusée le 12 novembre 2009. Parmi les fonctionnalités disponibles on pouvait trouver la possibilité de :
- consulter des données géographiques et attributaires,
- produire ses propres données,
- réaliser des traitements sur des données vectorielles,
- réaliser des analyses thématiques,
- construire des mises en page avancées.